# Challenger de Rome
El Georgia's Rome Challenger es un torneo profesional de tenis. Pertenece al ATP Challenger Tour. Se juega desde el año 2022 sobre pistas de dura bajo techo, en Rome, Estados Unidos.

## Palmarés

### Individuales
| Año  | Campeón         | Finalista      | Resultado |
| ---- | --------------- | -------------- | --------- |
| 2022 | Yibing Wu       | Ben Shelton    | 7-5, 6-3  |
| 2023 | Jordan Thompson | Alex Michelsen | 6-4, 6-2  |

### Dobles
| Año  | Campeones                   | Finalistas                   | Resultado |
| ---- | --------------------------- | ---------------------------- | --------- |
| 2022 | Enzo Couacaud Andrew Harris | Ruben Gonzales Reese Stalder | 6-4, 6-2  |
| 2023 | Luke Johnson Sem Verbeek    | Gabriel Décamps Alex Rybakov | 6–2, 6–2  |